# Guðmundur Pálmason
Pour les articles homonymes, voir Pálmason.
Gudmundur Pálmason (en islandais : Guðmundur Pálmason, 11 juin 1928 - 11 mars 2004) est un géologue islandais et un joueur d'échecs.

## Biographie

### Parcours universitaire
En 1949, Gudmundur Pálmason est diplômé de l'école Menntaskólinn í Reykjavík. Parti en Suède, il est diplômé en 1955 en tant qu'ingénieur en physique de l'Institut royal de technologie de Stockholm. Il en devient le directeur en 1964 et occupe ce poste jusqu'à la fin de l'année 1996. 
Parallèlement à son travail, il participe aux travaux consultatifs des Nations unies aux Philippines, au Mali, au Salvador, à Taïwan et en Corée du Nord. De 1973 à 1974, Gudmundur Pálmason est professeur invité à l'Université Columbia de New York. En 1971, il soutient sa thèse de doctorat à l' université d'Islande sur la construction de la croûte islandaise basée sur des mesures de réfraction des ondes.

### Modèle de Palmason
Le modèle de Palmason est un modèle de gradient de profondeur, de distance, de température et de flux de chaleur du mécanisme d'accrétion crustale à travers la lithosphère islandaise qui désigne les trajectoires de matériau de propagation à partir de la zone de rift. La fréquence des coulées de laves diminue avec la profondeur jusqu’à 15 km, profondeur à laquelle l’essentiel de la croûte est composé d’intrusions ignées. Quelques années plus tard, il développe le modèle de calcul de Palmason qui explique les principales caractéristiques de la géologie de l'Islande. 
Gudmundur Pálmason reçoit divers prix pour son travail. Il reçoit notamment le dr. phil. Ólafur Daníelsson et Sigurður Guðmundsson, le prix honorifique Ása Guðmundsdóttir Wright et l'insigne d'honneur de la Société islandaise des ingénieurs. Il est élu membre de l' Académie suédoise des sciences de l'ingénieur et membre honoraire de l'Association islandaise de géothermie.

## Carrière en tant que joueur d'échecs
Du milieu des années 1950 à la fin des années 1960, Gudmundur Pálmason est l'un des principaux joueurs d'échecs islandais. En 1954, il participe au tournoi zonal qualificatif pour le tournoi interzonal qui désigne les candidats au championnat du monde qui a lieu à Mariánské Lázně, en Tchécoslovaquie. Il participe par ailleurs régulièrement au championnat d'Islande d'échecs et aux tournois internationaux de Reykjavik (en 1964 et 1966).

### Parcours lors des olympiades d'échecs
Gudmundur Pálmason joue pour l'Islande dans les Olympiades d'échecs :
- en 1954, au troisième échiquier lors de la 11e olympiade d'échecs qui se déroule à Amsterdam, aux Pays-Bas (2 victoires (+2), 4 matchs nuls (=4), 3 défaites (-3)),
- en 1958, au deuxième échiquier lors de la 13e olympiade d'échecs qui se déroule à Munich, en Allemagne (+3, = 12, -1),
- en 1966, au troisième échiquier lors de la 17e olympiade d'échecs qui se déroule à La Havane, à Cuba (+4, = 5, -7).

### Parcours lors des olympiades universitaires
Gudmundur Pálmason joue pour l'Islande lors de championnats du monde d'échecs par équipe étudiants :
- en 1954, au premier échiquier lors du 1er championnat du monde d'échecs par équipes étudiants qui se déroule à Oslo, en Norvège (+4, = 2, -3),
- en 1955, au premier échiquier lors du 2e championnat du monde d'échecs par équipes étudiants qui se déroule à Lyon (+4, = 7, -1),
- en 1956, au deuxième échiquier lors du 3e championnat du monde d'échecs par équipes étudiant qui se déroule à Uppsala, en Suède (+6, = 2, -1) et a remporté la médaille d'or individuelle,
- en 1957, au deuxième échiquier lors du 4e championnat du monde d'échecs par équipes étudiants qui se déroule à Reykjavik, en Islande (+2, = 10, -1).